# Thomas Kurzhals

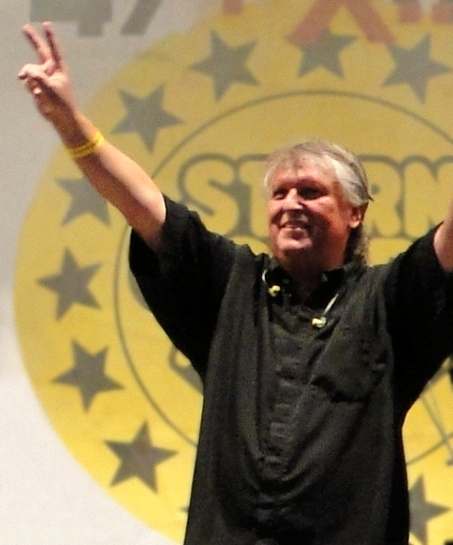
Thomas Kurzhals während eines Auftritts mit der Stern-Combo Meißen im August 2011

Thomas Kurzhals (* 13. Dezember 1953 in Ronneburg; † 2. Januar 2014 in Glauchau) war ein deutscher Keyboarder, Komponist und Rockmusiker. Bekannt wurde er als Mitglied der Bands Stern-Combo Meißen und Karat.

## Leben
Zur Musik kam Kurzhals durch seinen Vater, der bei der Wismut im Schalmeiorchester spielte. Mit acht Jahren fing er mit Akkordeonspielen an, lernte Noten und stieg mit elf Jahren auf Klavier um.
Im Jahr 1970 begann Kurzhals sein fünfjähriges Studium an der Musikhochschule Dresden. Während seiner Studienzeit spielte er in verschiedenen Amateurbands, unter anderem bei der Exitas Combo aus Freiberg. Martin Schreier von der Stern-Combo Meißen wurde berichtet, dass dort ein guter Organist spiele, und warb ihn ab. Kurzhals ging 1972 zur Stern-Combo Meißen als Keyboarder und Komponist. Unter anderem komponierte er mehrere Stücke des Konzeptalbums Weißes Gold und schrieb auch die meisten Arrangements. 
Anfang der 1980er Jahre wurde der Bandname in Stern Meißen geändert, was auch einen Wechsel der Stilrichtung und ständige Umbesetzungen zur Folge hatte. Die Band wurde bei den Fans kaum noch akzeptiert und es fanden nur noch wenige Konzerte statt.
Im Jahr 1984 fragte Henning Protzmann von Karat bei Kurzhals an. Er suchte einen Keyboarder, der ständig zur Verfügung stand und Reisekader war. Protzmann hatte sich im Vorfeld über Kurzhals erkundigt und fand heraus, dass Kurzhals diese Bedingungen erfüllte. Noch im selben Jahr wechselte er als Keyboarder zu Karat. Sein erster Auftritt mit Karat führte ihn in das niedersächsische Bersenbrück. Weitere folgten unter anderem nach Kuba und auf den Hockenheimring.
Kurzhals baute sich 1992 ein eigenes Tonstudio in Erkner auf und spielte noch bei Karat, bis ein Ersatz für ihn gefunden wurde. Bis 1999 produzierte er hauptsächlich Hörfunk- und Werbespots und arbeitete mit Hans-Joachim Preil und Eberhard Cohrs. Später wurde das Tonstudio zum Musikstudio umgebaut. Er produzierte unter anderem für Karat, Katrin Sass und den Verlag Volk und Wissen.
Im Jahr 1996 kehrte er zur Stern-Combo Meißen zurück. Nach erneuten internen Problemen verließ Kurzhals im Dezember 2002 die Band und widmete sich von da an wieder intensiv seinem Musikstudio. Zwischenzeitliche Auftritte, wie mit Werther Lohse 2006 auf dem Berliner Gendarmenmarkt bei der East-Rock Symphony und 2007 beim 60. Geburtstag von Thomas Natschinski, folgten.
Kurzhals kehrte 2008 erneut zur Stern-Combo Meißen zurück. Mit Katrin Frenzel produzierte er 2009 den Song Kinderzeit und 2010 einen Song für den Wiederaufstieg des FC Erzgebirge Aue in die 2. Fußball-Bundesliga. Aus der daraus resultierenden Zusammenarbeit entstand 2010 das Projekt Thomas Kurzhals & Friends mit Katrin Frenzel und dem Gitarristen Bastian Morgner. Für das 2011 erschienene Album der Stern-Combo Meißen Lebensuhr steuerte Kurzhals die meisten Kompositionen bei.
Am 8. April 2013 wurden im Stage Theater am Potsdamer Platz in Berlin zusammen mit Kurzhals die Aufnahmen für die erste Live-DVD der Stern-Combo Meißen realisiert, die am 10. Januar 2014 als Doppel-DVD/-CD unter dem Titel Stern-Combo Meißen im Theater am Potsdamer Platz wenige Tage nach Kurzhals’ Tod veröffentlicht wurde. 
In der Nacht zum 2. Januar 2014 starb Thomas Kurzhals in Glauchau nach kurzer schwerer Krankheit. Am 7. Februar 2014 wurde seine Urne unter großer Anteilnahme vieler Freunde und Fans in Erkner beigesetzt. Seine letzten musikalischen Arbeiten befinden sich auf den Stern-Combo-Meißen-Alben Musik unserer Generation – Die größten Hits und Senftenberg 2013, die im September 2014 veröffentlicht wurden.

## Kompositionen
- Zieh die Schuhe aus, Stern-Combo Meißen & Nina Hagen, 1976
- Wenn ich träume, Stern-Combo Meißen, 1977
- Mütter gehn fort ohne Laut, Stern-Combo Meißen, 1977
- Licht in das Dunkel, Stern-Combo Meißen, 1977
- In den Kosmos, Stern-Combo Meißen, 1978
- Das Bild, Stern-Combo Meißen, 1978
- Ouvertüre (Weißes Gold), Stern-Combo Meißen, 1979
- Des Goldes Bann (Weißes Gold), Stern-Combo Meißen, 1979
- Die Flucht (Weißes Gold), Stern-Combo Meißen, 1979
- Zweifel (Weißes Gold), Stern-Combo Meißen, 1979
- Weißes Gold (Weißes Gold), Stern-Combo Meißen, 1979
- Gib mir, was du geben kannst, Stern-Combo Meißen, 1979
- Was bleibt, Stern-Combo Meißen, 1979
- Allein (Reise zum Mittelpunkt des Menschen), Stern Meißen, 1981
- Hinwendung (Reise zum Mittelpunkt des Menschen), Stern Meißen, 1981
- Romanze (Reise zum Mittelpunkt des Menschen), Stern Meißen, 1981
- Innenwelt (Reise zum Mittelpunkt des Menschen), Stern Meißen, 1981
- Menschenzeit (Reise zum Mittelpunkt des Menschen), Stern Meißen, 1981
- Der eine und der andere, Stern Meißen, 1982
- Stundenschlag, Stern Meißen, 1982
- Das Paar, Stern Meißen, 1982
- In der selben Bahn, Stern Meißen, 1982
- Wir sind die Sonne, Stern Meißen, 1983
- Heute ist ein neuer Tag, Stern Meißen, 1983
- Theater, Stern Meißen, 1983
- Hab den Mond mit der Hand berührt, Karat, 1985
- Halleluja Welt, Karat, 1985
- Der Doppelgänger, Karat, 1987
- Immer so, Karat, 1989
- Tag aller Tage, Karat, 1989
- Regenbogen (Instrumental), Karat, 1991
- Schwerelos, Karat, 1991
- Wunder, Karat, 1991
- Der Garten Eden, Karat, 1991
- Regen und Eis, Karat, 1991
- Sturm im Wasserglas, Karat, 1991
- Visionen?, Karat, 1991
- TNTK, Stern-Combo Meißen, 2007
- Das kurze Leben des Raimund S., Stern-Combo Meißen, 2009
- Lebensuhr, Stern-Combo Meißen, 2011
- Der zweite Blick, Stern-Combo Meißen, 2011
- Verlieren ist sinnlos, Stern-Combo Meißen, 2011
- So geseh'n, Stern-Combo Meißen, 2011
- Waldesstille, Stern-Combo Meißen, 2011
- Gelbe Elbe, Stern-Combo Meißen, 2011
- Lebensblues, Stern-Combo Meißen, 2013

## Klassik-Adaptionen
- Finlandia, Jean Sibelius, 1976
- Rhapsody in Blue, George Gershwin, 1976
- Eine Nacht auf dem Kahlen Berge, Modest Petrowitsch Mussorgski, 1977
- Das alte Schloss, Modest Petrowitsch Mussorgski, 1978
- Der Frühling, Antonio Vivaldi, 1979